# Discocalyx insignis
Discocalyx insignis är en viveväxtart som beskrevs av Elmer Drew Merrill. Discocalyx insignis ingår i släktet Discocalyx och familjen viveväxter. Inga underarter finns listade i Catalogue of Life.